# Агрикола (Тацит)

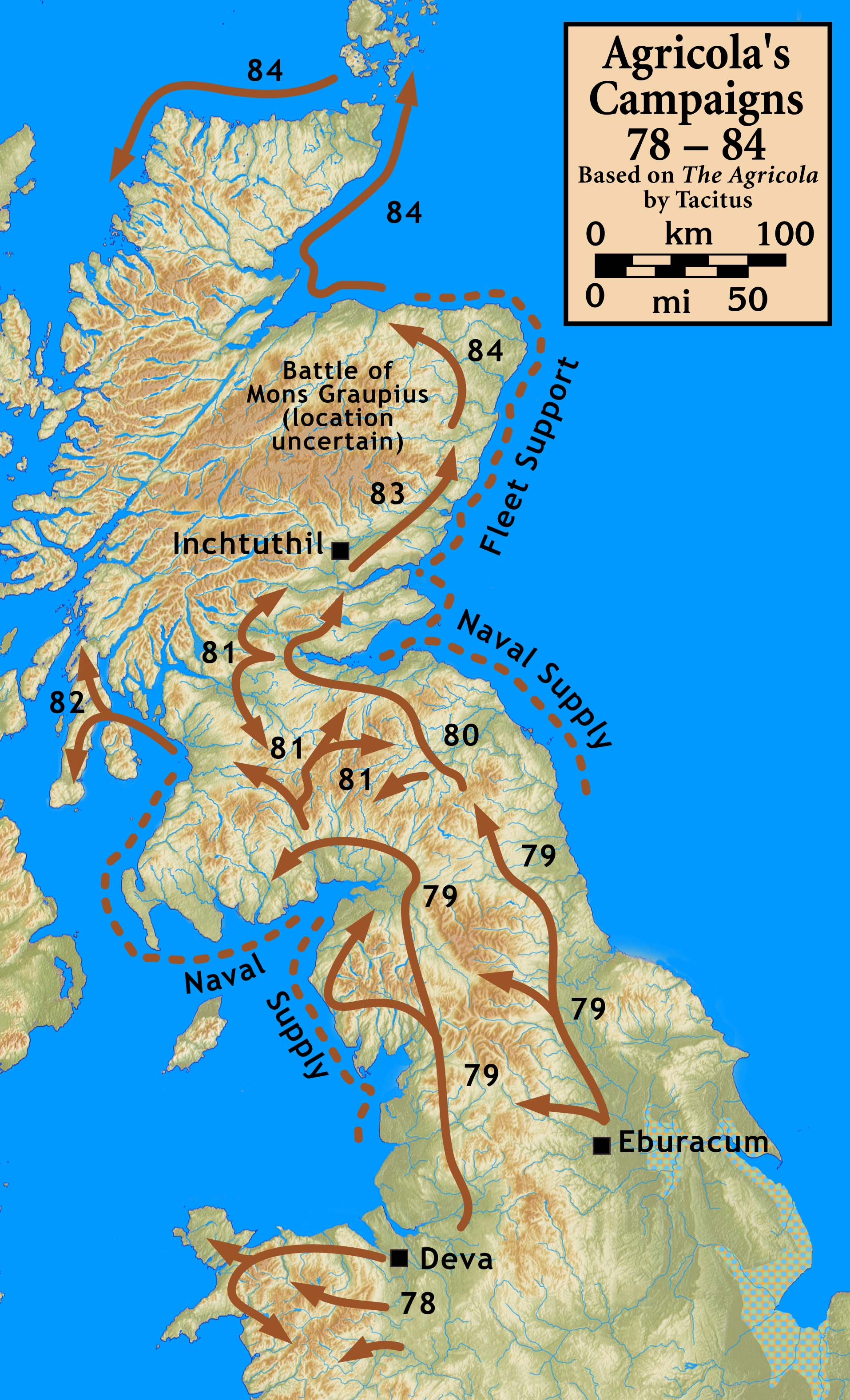
Карта военных походов Агриколы в Британии.

«О жизни и характере Юлия Агри́колы» (в современном переводе А. С. Бобовича — «Жизнеописание Юлия Агриколы»; лат. De vita et moribus Iulii Agricolae) — сочинение древнеримского историка Публия Корнелия Тацита, в котором он описал биографию своего тестя Гнея Юлия Агриколы.

## Структура
- 1—3. Предисловие
- 4—9. Юность Агриколы
- 10—17. Описание географии, истории и природы Британских островов
- 18—38. Подвиги Агриколы в Британии
- 39—46. Конец жизни Агриколы. Некролог

## Датировка
Обычно произведение датируется 98 годом. Предисловие к сочинению датируется промежутком между октябрём 97 и январём 98 года, а иногда 97-м годом датируется и всё произведение. Иногда встречается и датировка произведения 100-м годом. В настоящее время «Агрикола» чаще всего считается первым произведением Тацита.

## Общая характеристика
Произведение представляет собой биографию с ярко выраженной хвалебной составляющей. Из-за этого существует предположение, что «Агрикола» — это записанная погребальная речь (laudatio), которую обычно произносили на похоронах знатных римлян. Однако обычно погребальные речи были короче и эмоциональнее, чем произведение Тацита, и потому подобное сравнение оспаривается. Впрочем, стиль «Агриколы» схож с произведениями этого жанра. И. М. Тронский полагает, что биография Агриколы была написана вместо погребальной речи, которую Тацит не смог произнести. По мнению же Р. Сайма, мысль описать жизнь своего известного тестя пришла к Тациту после зафиксированного в источниках произнесения им погребальной речи на похоронах своего коллеги консула Луция Вергиния Руфа в 97 году.

## Особенности
Изображение историком Агриколы олицетворяет идеал римского гражданина. На примере своего тестя историк доказывает, что умеренный и добродетельный человек способен выжить при любом, даже самом суровом императоре. При этом описание характера и умеренности Агриколы в политике может подходить и для самого Тацита. По сравнению с более распространёнными занимательными биографиями раннеимперского периода, которые представлены сборниками Плутарха и Светония, «Агрикола» отличается почти полным отсутствием тривиальных фактов и анекдотичных историй из жизни описываемого человека. Кроме собственно биографического материала, Тацит использовал этнографические и географические отступления, благодаря чему «Агрикола» — важный источник по истории Британских островов в первый век римского владычества.
Представляя своего тестя прежде всего в качестве крупного полководца, Тацит следовал традиции, заложенной ещё в республиканскую эпоху. В соответствии с ней, римские аристократы обладали особым набором качеств (лат. virtus), и проявляли её прежде всего в военных кампаниях. Стиль сочинения характеризуется краткостью, возвышенностью слога и выразительными описаниями, что будет характерно и для более поздних произведений историка. Кроме того, «Агрикола» в сжатой форме содержит основные идеи, которые впоследствии Тацит развивал в своих крупных произведениях.